# Rusty, le vantard
Pour plus de détails, voir Fiche technique et Distribution.
Rusty, le vantard (Navy Blues) est un film américain de 1937 réalisé par Ralph Staub.

## Distribution
- Mary Brian : Doris Kimbell
- Dick Purcell : Russell J. 'Rusty' Gibbs
- Warren Hymer : Gerald 'Biff' Jones
- Joe Sawyer : Chips
- Edward Woods : Julian Everett
- Horace McMahon : Gateleg
- Chester Clute : Uncle Andrew Wayne
- Lucile Gleason : Aunt Beulah Wayne

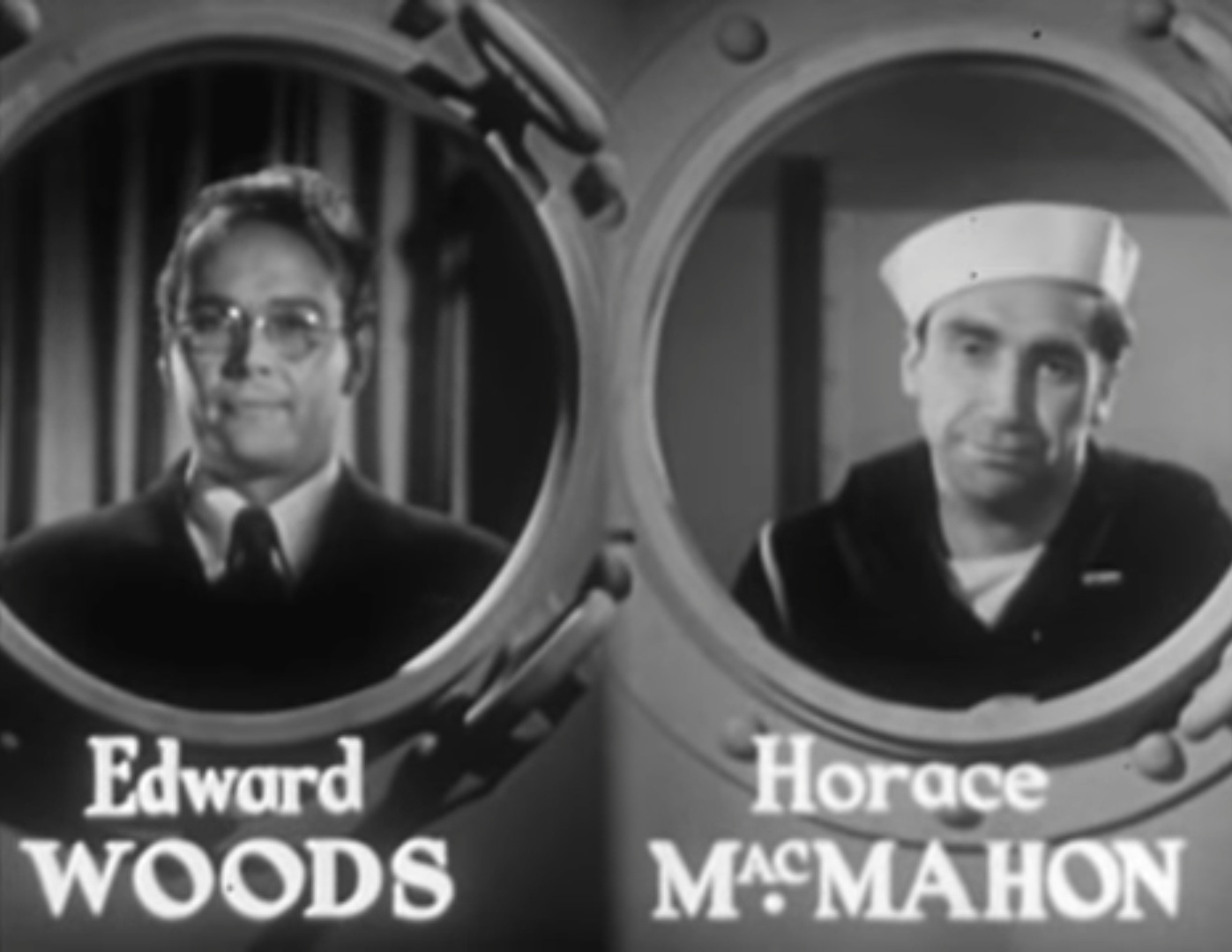
Edward Woods et Horace McMahon.
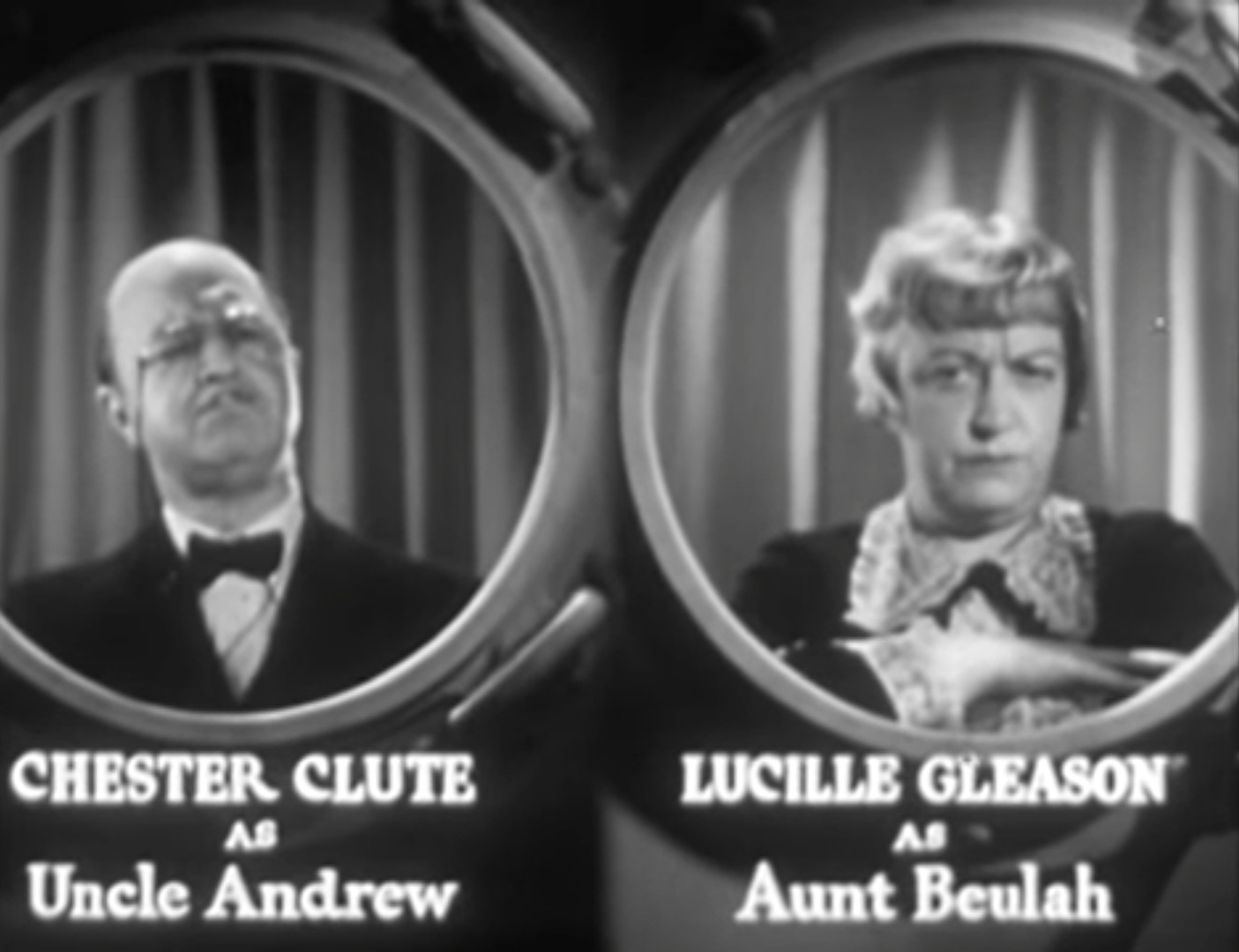
Chester Clute et Lucile Gleason.